# Компенсирующие устройства

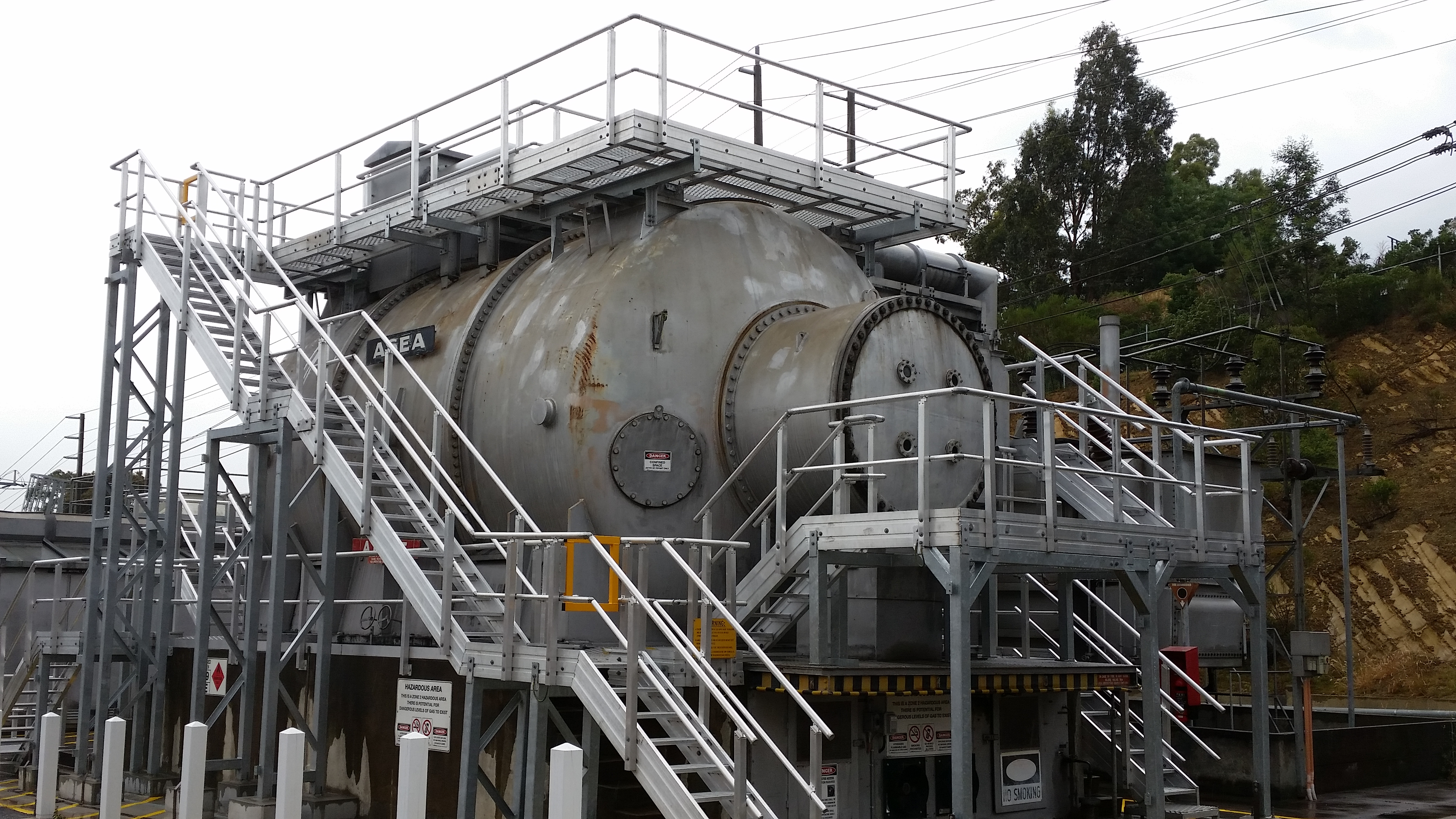
Синхронный компенсатор, Мельбурн, Австралия.

Компенсирующие устройства — установки, предназначенные для компенсации ёмкостной или индуктивной составляющей переменного тока. Элемент электрической сети.
Условно их разделяют на устройства:
- для компенсации реактивной мощности, потребляемой нагрузками и в элементах сети (поперечно включаемые батареи конденсаторов, синхронные компенсаторы, синхронные двигатели и тому подобные устройства);
- для компенсации реактивных параметров линий (продольно включаемые батареи конденсаторов, поперечно включаемые реакторы и т. д.)

## Синхронные двигатели
Являются элементами «пассивной» компенсации реактивной мощности, иными словами, при использовании некоторого количества синхронных двигателей вместо асинхронных потребляемая из сети реактивная мощность уменьшается, что уменьшает и расходы на компенсацию, но с другой стороны, увеличивает расходы на содержание и обслуживание синхронных электродвигателей.

## Синхронные компенсаторы
Синхронный компенсатор (СК) представляет собой синхронный двигатель облегчённой конструкции, предназначенный для работы на холостом ходу. При работе в режиме перевозбуждения СК является генератором реактивной мощности. Наибольшая мощность СК в режиме перевозбуждения называется его номинальной мощностью. При работе в режиме недовозбуждения СК является потребителем реактивной мощности. По конструктивным условиям СК обычно не может потреблять из сети такую же реактивную мощность, которую он может генерировать. Изменение тока возбуждения СК обычно автоматизируется. При работе СК из сети потребляется активная мощность порядка 2—4 % от номинальной реактивной мощности. 
Для работы в режиме СК также могут использоваться гидроагрегаты ГЭС и ГАЭС. При этом из камеры рабочего колеса сжатым воздухом вытесняется вода, а гидроагрегат начинает работать как электродвигатель, потребляя реактивную мощность.
Статический синхронный компенсатор (СТАТКОМ) — статический компенсатор реактивной мощности, выполненный на основе полностью управляемых полупроводниковых приборов, так называемых биполярных транзисторов с изолированным затвором – Insulated Gate Bipolar Transistor (IGBT), по схеме преобразователя напряжения. Данное устройство позволяет поддерживать требуемый уровень и качество напряжения, а также повысить пропускную способность линий электропередачи.

## Конденсаторные установки
Другие названия: батарея статических конденсаторов «БСК», устройство компенсации реактивной мощности «УКРМ»
В качестве дополнительного источника реактивной мощности, служащего для обеспечения потребителя реактивной мощностью сверх того количества, которое возможно и целесообразно получить от энергосистемы и от синхронных двигателей, имеющихся на предприятии, устанавливаются конденсаторные батареи (КБ).
Электроустановка, предназначенная для компенсации реактивной мощности.
Конструктивно представляет собой конденсаторы (разг. «банки»), обычно соединенные по схеме «треугольник» и разделенные на несколько ступеней с разной емкостью, и устройство управления ими.
Устройство управления чаще всего способно автоматически поддерживать заданный коэффициент мощности на нужном уровне переключением числа включенных в сеть «банок».
Дополнительно конденсаторная установка может содержать в себе фильтры высших гармоник.
Для безопасного обслуживания каждый конденсатор установки снабжается разрядным контуром для снятия остаточного заряда при отключении от сети.
Преимуществами конденсаторов в качестве компенсаторов реактивной мощности являются низкие потери активной мощности (порядка 0,3— 0,4 % Вт/вар), отсутствие движущихся частей и неприхотливость в обслуживании. К их недостаткам можно отнести невозможность плавной регулировки реактивного сопротивления, поскольку коммутация даёт только ступенчатое изменение суммарной ёмкости.